# 苏健 (1957年)
苏健（1957年10月—），中华人民共和国外交官，曾任中华人民共和国驻东帝汶民主共和国特命全权大使、驻佛得角共和国特命全权大使和驻莫桑比克共和国特命全权大使。

## 生平
1983年，进入中华人民共和国外交部工作，先后在驻葡萄牙大使馆、外交部香港澳门事务办公室、中葡联合联络小组中方代表处、驻几内亚比绍大使馆任职。2000年，任驻安哥拉大使馆参赞。2004年，任外交部干部司参赞。2006年3月，出任中华人民共和国驻东帝汶大使。2009年，任外交部大使。2012年11月，出任中华人民共和国驻佛得角大使。2015年7月，出任中华人民共和国驻莫桑比克大使。2020年2月，自驻莫桑比克离任。

## 家庭
已婚，有一子。